# Nichts, was uns passiert
Nichts, was uns passiert, erschienen 2018, ist der Debütroman von Bettina Wilpert. In dem Roman geht es um das Thema Vergewaltigung unter miteinander befreundeten Personen.
Der Roman trug zu den Diskussionen um die Themen MeToo und sexualisierte Gewalt bzw. sexuelle Nötigung bei. Er wurde 2018 mit dem Aspekte-Literaturpreis ausgezeichnet.

## Inhalt
Anna und Hannes sitzen vor der Universitätsbibliothek in Leipzig und rauchen. Ein Freund von Hannes, Jonas, der sich auch als Joni vorstellt, kommt vorbei und bittet um eine Zigarette. Man plaudert zusammen über das kommende Wochenende, über Hausarbeiten oder über die Fußballweltmeisterschaft.
Jonas sagt vor einem nicht näher bezeichneten Zuhörer aus, er habe Anna das erste Mal im Juni bei einem Spiel der Weltmeisterschaft getroffen, er habe sich neben Anna gesetzt, die ihm bekannt vorgekommen sei. Sie hätten sich während des Spiels unterhalten, miteinander diskutiert, da sie oft unterschiedlicher Meinung waren. Anna habe ihm gefallen, weil sie auf ihrem Standpunkt beharrte. Anna sagt aus, Jonas habe auf sie arrogant gewirkt, sie habe das Gefühl gehabt, dass Jonas sie nicht mochte.
Es folgten weitere Treffen, zufällig in der Unibibliothek oder im Clara-Zetkin-Park. Sie hätten sich über Literatur und über die Ukraine unterhalten. Anna kam aus der Ukraine, und Jonas lebte eine Zeit lang dort. Die Gemeinsamkeiten führten zu einer Sympathie. Sie verbringen gemeinsamen die Nacht in Jonas’ Zimmer, wo es zu einvernehmlichem Geschlechtsverkehr gekommen sei. Das nächste Treffen habe zu einem Missverständnis geführt. Anna wollte nur lockeren Sex, Jonas aber dachte, sie sei in ihn verliebt. Nach einer Einladung Annas zum Sex, was Jonas ablehnte, hätten sie beide bis zu Hannes’ Geburtstag keinen Kontakt mehr gehabt.
Hannes’ Geburtstagsfeier ist am 4. Juli. Er hat Freunde eingeladen, alle plaudern, die Stimmung ist locker. Nach übereinstimmenden Aussagen sprachen Anna und Jonas miteinander und tranken beide reichlich Alkohol. Anna war am Abend sehr betrunken, während Jonas aussagt, ihm sei das nicht aufgefallen. Nach Jonas kam es an diesem Abend zu einem Kuss, was Anna abstreitet. Da Anna schließlich ohne Hilfe nicht mehr laufen kann, bringen sie ein paar Freunde in die Wohnung von Jonas.
Was dann in der Wohnung geschieht, ist für Anna eine Vergewaltigung: Sie habe „nein“ gesagt. Für Jonas war es einvernehmlicher Geschlechtsverkehr.
Nach dem Vorfall ist Anna verstört, sie leidet unter dem Übergriff und zieht sich zurück. Sie taucht ab, ihre Freunde aber denken, sie habe eine ihrer gelegentlichen depressiven Phasen. Bei der Geburtstagsfeier ihrer Mutter vertraut sich Anna ihrer Schwester Daria an. Daria kann es zuerst nicht glauben, wird aber dann sehr wütend. Zusammen gehen beide alle Möglichkeiten durch, wie sich Anna nun verhalten soll. Anzeige erstatten will Anna nicht.
Ein bis zwei Monate nach der Tat trifft Anna Jonas in einem Laden. Die Begegnung rührt etwas in ihr auf, und sie zeigt Jonas an. Wegen der Anzeige wird bei Jonas eine Hausdurchsuchung durchgeführt, Handy und PC werden konfisziert. Dass Jonas der Vergewaltigung verdächtigt wird, spricht sich bei den Leuten herum.
Jonas streitet alles ab; für ihn war es einvernehmlicher Sex. Jonas’ Mutter, eine überzeugte Feministin, will nicht glauben, dass ihr Sohn übergriffig geworden ist und beschuldigt Anna zu lügen. Auch Annas Mitbewohnerin Verena glaubt ihr nicht. Anna, die in einer Bar arbeitet, fängt nun an mit One-Night-Stands mit zufälligen Partnern. Verena aber glaubt, dass kein Opfer so reagiere.
In der Folge weigert sich die Universität, Jonas’ Arbeitsvertrag zu verlängern, und die M16, eine linke Gruppe, schließt ihn aus. Eine Sensibilisierungsgruppe gründet sich, um Opfer von sexueller Gewalt zu unterstützen. Jonas bezieht nun Hartz 4. In seinem alten Umfeld ist er nicht willkommen, er wird aus einem Café verwiesen, weil Gäste sich durch seine Anwesenheit „getriggert“ fühlen.
Jonas und Anna haben keinen Kontakt mehr bis zu einem zufälligen Wiedersehen auf einem Fest in Berlin. Sie reden zunächst miteinander, aber als Jonas Anna anfasst, läuft sie verstört weg. Kurz darauf erhält Anna ein Schreiben der Staatsanwaltschaft mit der Information, dass das Anklageverfahren eingestellt wurde.

## Textanalyse

### Erzählstruktur und Sprache
Der Roman ähnelt in seinem Aufbau einem Protokoll, in dem notiert wird, was die beiden Hauptfiguren einem anonymen Erzähler berichten. Ergänzt wird die Geschichte durch Aussagen verschiedener Nebenpersonen, wobei nicht immer deutlich wird, wer gerade spricht und in welchem Zusammenhang gesprochen wird. Die Kapitel sind durchnummeriert; es beginnt mit A und endet mit N.
Die Geschichte wird chronologisch erzählt. Der fragliche Geschlechtsverkehr wird nicht beschrieben, sondern durch eine leere Seite symbolisiert.
Der Roman ist geprägt von Alltagssprache und Slangwörtern, was ihn aktuell und in die heutige Zeit eingebunden wirken lässt. Demselben Ziel dürften die vielen Füllwörter wie also oder ja dienen.

### Themen und Motive
Das zentrale Thema im Roman ist die sexuelle Gewalt. Um sexuelle Gewalt ranken sich viele Mythen. Wilpert greift diese auf und beschreibt sie in ihrem Roman. In der Gesellschaft ist das Bild einer Vergewaltigung oft das einer Vergewaltigung im Wald durch eine fremde Person. In der Realität sind Vergewaltigungen überwiegend Beziehungsdelikte; sie geschehen meist im sozialen Umfeld. Der Roman zeigt zudem die verschiedenen Reaktionen des Umfelds auf; von Slutshaming bis zu vollem Support wird alles behandelt. Der Umgang mit sexueller Gewalt ist ein aktuelles Thema, das vor allem auf Grund der MeToo-Debatte aufkam.
Weitere Themen sind der Genuss von Alkohol, dessen Toleranz und Akzeptanz in unserer Gesellschaft sowie das Problem von Vorverurteilung und deren dramatische Folgen für den einer Gewalttat Verdächtigten.

### Hintergrund
Bettina Wilpert hat sich nach eigenen Angaben lange mit den Themen Feminismus und sexualisierte Gewalt beschäftigt. Anlass das Buch zu schreiben war, wie sie sagt, ein Artikel in der Zeit, in dem behauptet wurde, dass ein der Vergewaltigung beschuldigter Mann niemanden vergewaltigt haben könne, da seine Mutter Feministin war.

## Kritik
Miriam Zeh vom Deutschlandfunk schreibt in ihrer ausführlichen Buchkritik, Wilpert thematisiere in ihrem Buch nicht nur die juristischen Konsequenzen, sondern auch die sozialen, „allerdings mit einiger didaktischer Penetranz“.
Auf wenige Verbrechen werde in unserer Gegenwart mit einer derart unerbittlichen Frontenbildung reagiert. Entlarvend wisse die Autorin den moralischen Aktionismus darzustellen, mit dem eine linksautonome Gruppierung auf Annas Anschuldigungen reagiert, und sie führt aus: „Dieses Buch [behandelt] viel diskutierte und noch viel zu diskutierende Themen. Doch bei aller Relevanzverliebtheit unserer literarischen Gegenwart zählt zunächst einmal die ästhetische Qualität eines Romans. […] Wilperts Sprache wirkt einfallslos und sperrig. Nebensatzkonstruktionen, Bandwürmer indirekter Rede und Redundanzen markieren zwar den Versuch, mündliche Berichte zu imitieren. Als ästhetische Charakteristika können diese Stilmittel jedoch nicht überzeugen. Ähnlich ernüchternd präsentiert sich Wilperts formaler Gestaltungswille: Die Aneinanderreihung von Zeugenaussagen erschöpfen sich im Laufe des Romans in immer erkenntnisärmere Berichte, denen auch der rätselhafte Ich-Erzähler wenig Zusammenhalt verleihen kann“. Sie zieht das Fazit: „Aus ihren vorbildlichen Rechercheergebnissen hätte Bettina Wilpert lieber eine Materialsammlung für den Gesellschaftsunterricht in der Mittelstufe gemacht, anstatt sich an einem Roman zu versuchen.“
Zu einer konträren Einschätzung kommt Carolin Courts im SWR: „[...] tatsächlich handelt es sich um einen elegant geschriebenen, klug erzählten und vor allem relevanten Text, der – mit Blick auf die gesellschaftliche Debatte – zu keinem besseren Zeitpunkt hätte erscheinen können.“

## Auszeichnungen
- 2018: Aspekte-Literaturpreis
- 2018: Melusine-Huss-Preis an den Verbrecher Verlag für die Publikation des Werks
- 2019: Kranichsteiner Jugendliteratur-Stipendium

## Textausgabe
- Nichts, was uns passiert. Verbrecher Verlag, Berlin 2018. ISBN 978-3-95732-307-1

## Hörspiel
- 2019: Nichts, was uns passiert. Eine Vergewaltigung und ihre Folgen – Dramaturgie: Gerrit Booms; Regie: Susanne Krings, u. a. mit Ricarda Seifried (Anna), Denis Moschitto (Jonas), Maximilian Scheidt (Hannes) und Nelly Politt (Daria) (Original-Hörspiel – WDR); 	Erstsendung: 15. September 2019 auf WDR 3; Länge 53'57 Minuten.[6]

## Theaterfassung
- 2019: Nichts, was uns passiert  wurde am 22. August 2019 am Stadttheater Gießen in einer Bühnenfassung von Carola Schiefke und Sandra Struntz in der Regie von Sandra Struntz uraufgeführt.[7][8]  Weitere Bühnenfassungen wurden 2020 am Thalia Theater Hamburg[9] und 2021 am Mozarteum Salzburg[10] aufgeführt.

## Verfilmung
Am 1. März 2023 wurde die Verfilmung Nichts, was uns passiert zur Primetime im Ersten ausgestrahlt. Die Regie des Fernsehfilms übernahm Julia C. Kaiser, in den tragenden Rollen waren Emma Drogunova und Lamin Leroy Gibba zu sehen.